# Graham Stack
Graham Christopher Stack (* 26. September 1981 in Hampstead) ist ein ehemaliger irischer Fußballtorhüter. Nach seiner Ausbildung beim Londoner Klub FC Arsenal konnte sich der siebenfache irische U-21-Nationalspieler dort in der Rangordnung jedoch nicht hocharbeiten und landete nach Vereinswechseln, und mehreren Ausleihperioden – ohne sich jeweils dauerhaft als „Nummer 1“ durchzusetzen beim englischen Viertligisten FC Barnet.

## Karriere
Der Torhüter begann seine Karriere im Sommer 1998 in der Jugendmannschaft des FC Arsenal und wurde 2000 in die erste Mannschaft als dritter Torhüter geholt. 2002 wechselte er gemeinsam mit drei anderen Arsenal-Spielern auf Leihbasis zum belgischen Kooperationsklub KSK Beveren. In der Saison 2002/03 kam er hier regelmäßig zum Einsatz und machte überregional auf sich aufmerksam, als er in der Partie gegen Royal Antwerpen von einem gegnerischen Hooligan nach Schlusspfiff angegriffen wurde und Stack diesen mit einem Schlag niederstreckte. Nach seiner Rückkehr nach London absolvierte er am 28. Oktober 2003 im Ligapokal gegen Rotherham United sein erstes Spiel für Arsenal, gewann dieses nach Elfmeterschießen und bestritt bis zum Halbfinale alle Partien in diesem Wettbewerb – dort verlor die Mannschaft gegen den FC Middlesbrough. Im Juli 2004 heuerte Stack leihweise beim Stadtrivalen FC Millwall ab und bestritt für den Zweitligisten 26 Ligaspiele.
Unmittelbar nach seiner Rückkehr folgte mit dem Zweitligakonkurrenten und späteren Aufsteiger FC Reading die nächste Leihstation, die sich am 30. Dezember 2005 dazu entschloss, den Ex-Arsenal-Keeper mit einem 2½-Jahres-Vertrag dauerhaft zu verpflichten. Aber auch dort kam er über das Reservistendasein nicht hinaus. Er kam fast ausschließlich im Pokal zum Zuge und zog bereits im Oktober 2006 leihweise zu Leeds United weiter und beendete die Saison 2006/07 nach dauerhaften Einsätzen im Herbst 2006 schließlich auf der Ersatzbank. Die „Odyssee“ ging im August 2007 mit einer auf einen Monat angelegten Leihe bei den Wolverhampton Wanderers weiter, wo der Ire nach den Verletzungen von Matthew John Murray und Carl Ikeme als „Sicherheit“ hinter dem noch einzigen Torwart Wayne Hennessey gebraucht wurde – die Frist wurde zwei Mal bis schlussendlich zum Ende der Spielzeit 2007/08 verlängert. Nach dem Abstieg des FC Reading aus der Premier League erhielt Stack am 16. Mai 2008 die Freigabe für einen Vereinswechsel.
Seine neue fußballerische Heimat fand Stack im Juli 2008 beim Zweitligisten Plymouth Argyle, wo er nach einem Probetraining einen Zweijahresvertrag unterzeichnete und am 9. August 2008 seinen Einstand gegen den Wolverhampton Wanderers feierte. Am 27. November 2008 ging er für einen Monat zum FC Blackpool – seinem mittlerweile schon sechsten Leihklub – und kehrte aber ohne ein Pflichtspiel bei den „Seasiders“ absolviert zu haben zurück. Er zog ein weiteres Mal bis zum Saisonende weiter zu den Wolverhampton Wanderers. Anschließend erteilte Plymouth seinem erst ein Jahr zuvor verpflichteten Torhüter die Transferfreigabe.
Am 24. Juli 2009 gaben schottische Medienvertreter bekannt, dass Stack einen Zweijahresvertrag beim Erstligisten Hibernian Edinburgh unterzeichnet hatte. Nach seinem Debüt anlässlich des Zweitrundenerfolgs im schottischen Ligapokal gegen Brechin City kam er im direkten Anschluss auch in der schottischen Eliteliga gegen Celtic Glasgow zu seinem ersten Meisterschaftsspiel. Nach drei Spielzeiten bei den Hibs wechselte Stack im August 2012 ablösefrei zum FC Barnet aus der Football League Two.